# Anagnia subfascia
Anagnia subfascia är en fjärilsart som beskrevs av Walker 1854. Anagnia subfascia ingår i släktet Anagnia och familjen nattflyn. Inga underarter finns listade i Catalogue of Life.